# Hyalomma lusitanicum
Hyalomma lusitanicum és una espècie de paparra de la família dels ixòdids (família també coneguda vulgarment com a "paparres dures"). Acostuma a parasitar conills, cérvols, porcs senglars i també humans, entre altres animals. A diferència de moltes altres paparres, aquesta espècie busca activament els seus hostes. Normalment, es troben enterrades en zones on els seus hostes són habituals, i en percebre'ls corren a buscar-los. És rellevant en salut pública pel fet de ser un vector de la febre hemorràgica de Crimea-Congo.

## Taxonomia
La taxonomia de H. lusitanicum ha anat modificant-se al llarg de la història, des del moment en què els adults van ser descrits per primera vegada per Carl Ludwig Koch el 1844 i les larves i nimfes per Georges Senevet el 1925 i el 1928. Tots els estadis vitals van ser redescrits més endavant. Ha sigut citada a la literatura com a H. lusitanicum i H. (Euhyalomma) lusitanicum, ha sigut considerada com una varietat de Hyalomma aegyptium, una espècie polimòrfica i també un sinònim de Hyalomma excavatum. Avui en dia és acceptada com una espècie diferenciada.

## Distribució
Dins del gènere Hyalomma (present al sud d'Europa, Àsia i Àfrica), H. lusitanicum destaca per la seva àmplia distribució. Té una distribució paleàrtica, però majoritàriament es troba restringida a l'oest del mediterrani, a França, Itàlia, Portugal, Espanya (incloent les Illes Canàries), Algèria i Marroc. S'ha citat puntualment a altres països com Egipte, i s'ha observat també una progressiva expansió cap al nord-oest de França i el Regne Unit.
A partir de la dècada de 2010 s'ha detectat a zones densament poblades de les rodalies de Barcelona i Tarragona, parasitant diverses espècies de fauna salvatge. S'associa la seva proliferació dels darrers anys amb les proliferacions de poblacions de conills i senglars. D'altra banda, un estudi realitzat el 2022 per la Universitat de Saragossa mostrava, a través de tècniques de metagenòmica, que la prevalença de virus patògens per a humans era baixa o nul·la a Catalunya.